# Fachhochschule der Luftwaffe
Die Fachhochschule der Luftwaffe (FHSLw) war eine von 1971 bis 1975 bestehende Fachhochschule der Luftwaffe der Bundeswehr in Neubiberg, die 1958 als Höhere Technische Schule der Luftwaffe begründet worden war.

## Geschichte
Der Aufbau der Höheren Technische Schule der Luftwaffe (HTSLw) erfolgte 1958 auf dem niedersächsischen Fliegerhorst Faßberg. Im Mai 1958 verlegte die Schule mit den dann eingerichteten Fachrichtungen Maschinenbau und Elektronik auf den Fliegerhorst Neubiberg bei München. 1966 wurden die ersten neuen Hörsaalgebäude eingeweiht. Im gleichen Jahr erfolgte die staatliche Anerkennung als Ingenieurschule durch das Bayerische Staatsministerium für Unterricht und Kultus (BStMUK) und die Umbenennung der Ausbildungseinrichtung in Technische Akademie der Luftwaffe (TAkLw).
In Vollzug des Bayerischen Fachhochschulgesetzes (BayFHSG) vom 27. Oktober 1970 kam es am 24. März 1971 zur Anerkennung als private Fachhochschule, wodurch in der Folge der erste betriebswirtschaftliche Studiengang aufgenommen werden konnte. Am 1. August 1971 erfolgte die Umbenennung in Fachhochschule der Luftwaffe (FHSLw), die Einweihung fand am 26. Oktober 1971 statt. 1973 befürwortete die Luftwaffe eine zukünftige Eingliederung der Fachhochschule in eine Gesamthochschule. 1974 verlegte der Flugsicherheitslehrgang an die Waffenschule der Luftwaffe 50 nach Fürstenfeldbruck.
1975 wurde sie zusammen mit den beiden Fachhochschulen des Heeres, 1 in Darmstadt und 2 in München, samt ihrer ca. 12.000 Bände fassenden Bibliothek (siehe Universitätsbibliothek der Universität der Bundeswehr München) in die Hochschule der Bundeswehr München (HSBwM) in Neubiberg integriert, die 1985 in Universität der Bundeswehr München (UniBwM) umbenannt wurde.

## Kommandeure
| Name                            | Beginn | Ende |
| ------------------------------- | ------ | ---- |
| Oberst Albert Meffert           | 1958   | 1963 |
| Brigadegeneral Wilhelm Hoffmann | 1963   | 1964 |
| Brigadegeneral Wilhelm Antrup   | 1964   | 1968 |
| Brigadegeneral Wilhelm Ahlert   | 1968   | 1970 |
| Brigadegeneral Richard Frodl    | 1970   | 1972 |
| Brigadegeneral Wolfgang Meißner | 1972   | 1974 |
| Oberst Leopold Beck             | 1974   | 1975 |

## Studium
Auftrag der Fachhochschule der Luftwaffe war die Ausbildung von Offizieren des Truppendienstes der Luftwaffe und fliegender Verbände anderer Teilstreitkräfte zu Technischen Offizieren.
Voraussetzung für die Aufnahme des Studiums war das Abitur oder die Mittlere Reife und eine abgeschlossene Berufsausbildung im Bereich Elektrotechnik/Metallverarbeitung. Die Studenten schlossen in sechs Semestern in den Ausbildungsrichtungen Technik (Fachrichtung Maschinenbau mit Schwerpunkt Luft- und Raumfahrttechnik und Elektrotechnik) als „Ingenieur (grad.)“ oder Wirtschaft als „Betriebswirt (grad.)“ ab.
Nach der Integration der Fachhochschulen des Heeres und der Luftwaffe in die Hochschule der Bundeswehr München entstanden dort neben den universitären Studiengängen die drei Fachbereiche mit Fachhochschulstudiengängen Bauingenieurwesen und Elektrotechnik (1), Maschinenbau (2) und Betriebswirtschaft (3). Für Nachdiplomierungen (vgl. „Dipl.-Ing. (FH)“) nach Art. 131 Abs. 1 BayHSchG der Absolventen war die Münchner Bundeswehruniversität zuständig.

## Ehemalige Studenten/Absolventen
- Apisit Chulamokha
- Bernhard Gertz
- Kurt Herrmann
- Heinz Marzi
- Kurt-Helmut Schiebold